# (10819) Mahakala
(10819) Mahakala (1993 HG) – planetoida z pasa głównego asteroid okrążająca Słońce w ciągu 5,58 lat w średniej odległości 3,14 j.a. Odkryta 19 kwietnia 1993 roku.